# Sadako Sasaki
Sadako Sasaki (japanski 佐々木 禎子, Hirošima, 7. siječnja 1943. – Hirošima, 25. listopada 1955.), japanska djevojčica iz Hirošime koja je postala simbol stradanja Japana od atomske bombe.
Rodila se u Hirošimi, a kada je na njen grad bačena bomba imala je samo dvije godine. Njena kuća bila je udaljena jednu milju od središta udara. Prvi znakovi zračenja počeli su se pojavljivati u studenome 1954. godine. Imala je prehladu, no kasnije su se počele pojavljivati kvrge na njenom vratu koje su se pomicale prema licu. Na nogama su joj se stvorile ljubičaste mrlje, a kad je hospitalizirana 21. veljače 1955. dijagnoza je bila: leukemija.
Liječnik joj je rekao da u najboljem slučaju ima još godinu dana života. Vidjevši 1 000 ždralova napravljenih u origamiju kao dar za ozdravljenje poslan od ljudi iz Nagoje, dobila je inspiraciju. Naime, prema japanskom vjerovanju, onaj tko složi 1 000 ždralova, njemu će se ispuniti želja. Zbog nedostatka papira, morala se snalaziti. Neki izvori govore da je sastavila 1 300 ždralova. Druge verzije govore da je složila samo njih 644. Prijatelji su dopunili broj do 1 000 i pokopali je s njima.
Sadako je umrla u 12. godini, prije toga rekavši "Dobro je" nakon što je pojela samo 2 žlice riže. Priča o Sadako priča se u japanskim školama na obljetnicu stradanja Hirošime.
Sadako je ujedno i glavni lik romana Sadako hoće živjeti, austrijskog književnika Karla Brucknera